# Fukuchiyama
Fukuchiyama (japanisch 福知山市, -shi) ist eine japanische Stadt im Norden der Präfektur Kyōto.

## Geographie
Fukuchiyama liegt nordwestlich von Kyōto und südöstlich von Tottori.

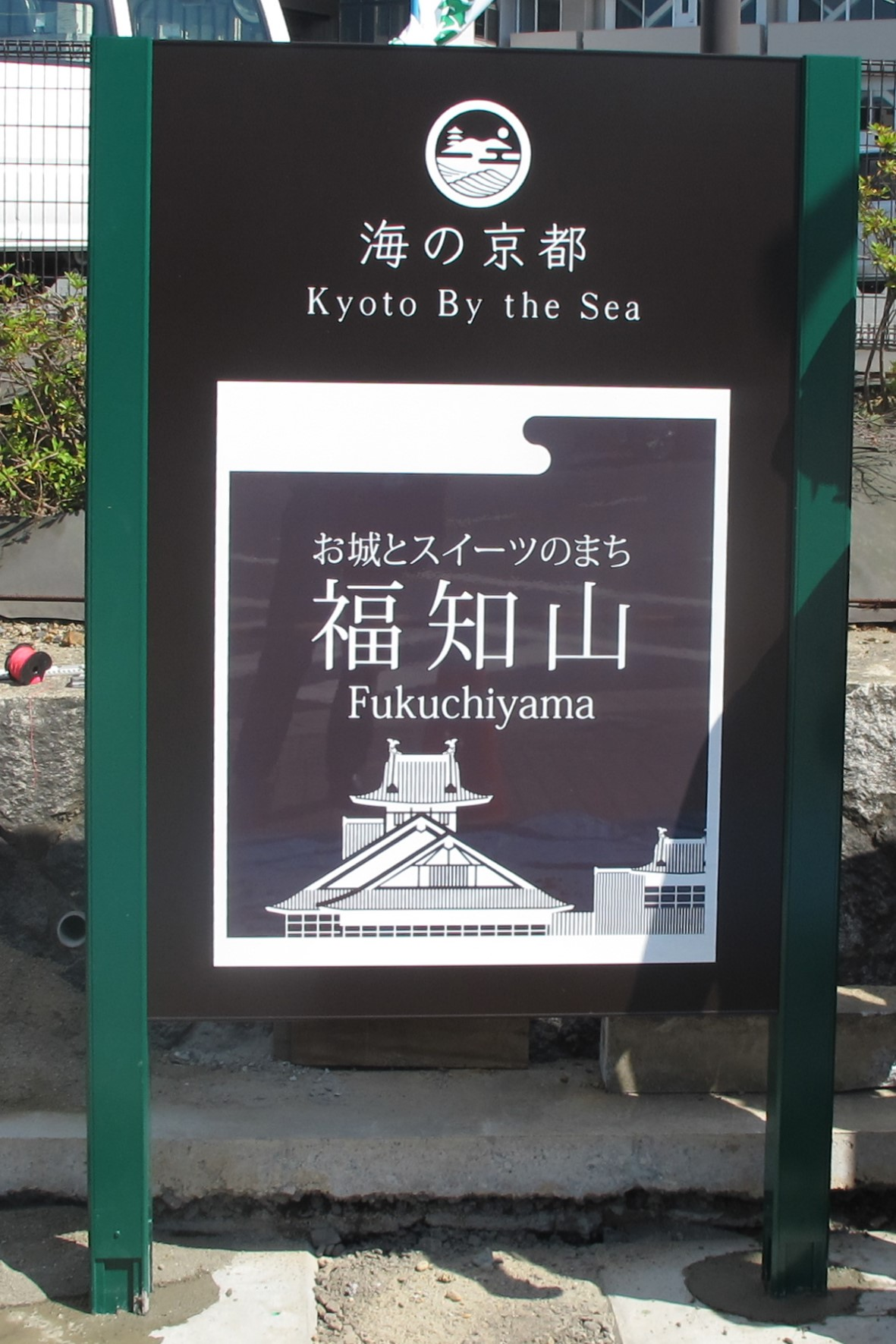
Fukuchiyama unter dem Titel „Kyoto am Meer“ (海の京都), ein Vermarktungsslogan für die nordwestliche Küstenregion von Kyōto am Japanischen Meer.

## Geschichte
In der Ritsuryō-Verwaltungsgliederung des Altertums war das spätere Kernstadtgebiet von Fukuchiyama Teil des Kreises Amata der Provinz Tamba.
Fukuchiyama ist eine spätmittelalterlich-frühneuzeitliche Burgstadt, die Toyotomi Hideyoshi für seinen Adoptivsohn Hidekatsu baute. Nach dessen Tod 1593 kam die Burg an Onoki Shigekatsu, der aber 1600 abgesetzt wurde. Nach einigen Umbesetzungen regierten die Kutsuki (朽木) von 1689 bis 1886 dort das edozeitliche Fürstentum Fukuchiyama. Die Burg Fukuchiyama ist zum Teil erhalten.
Das nach der Meiji-Restauration von einem Fürstentum in eine Präfektur umgewandelte Fukuchiyama (福知山県, -ken) bestand nur kurz, bevor es nach Toyooka eingegliedert wurde. Dieses wurde 1876 zwischen Hyōgo und Kyōto geteilt, der Kreis Amata kam zu letzterem.
Fukuchiyama, vorher als Fukuchiyama-chō (福知山町) Stadt im Kreis Amata und bis zur Abschaffung in den 1920er Jahren Sitz der Kreisverwaltung, ist seit dem 1. April 1937 als Fukuchiyama-shi kreisfreie Stadt. Sie war die dritte in Kyōto nach Kyōto und Fushimi (1931 nach Kyōto eingemeindet). Nach den großen Gebietsreformen des 20. und 21. Jahrhunderts reicht Fukuchiyama auch in die Provinz Tango.

## Verkehr
- Straße
  - Maizuru-Wakasa-Autobahn
  - Nationalstraße 9
  - Nationalstraßen 173, 175, 176, 426, 429
- Zug
  - JR San’in-Hauptlinie: nach Kyōto und Shimonoseki
  - JR Fukuchiyama-Linie: nach Amagasaki

## Söhne und Töchter der Stadt
- Kenta Kobashi (* 1967), Wrestler
- Kutsuki Masatsuna (1750–1802), Daimyō und Übersetzer
- Yurika Nakamura (* 1986), Langstreckenläuferin
- Yūko Nakazawa (* 1973), J-Pop-Sängerin
- Shūhei Ōtsuki (* 1989), Fußballspieler
- Yūhei Ōtsuki (* 1988), Fußballspieler
- Satō Taisei (1913–2004), Maler
- Kōji Wada (1974–2016), Sänger
- Kazuki Yoshimi (* 1984), Baseballspieler

## Weblinks

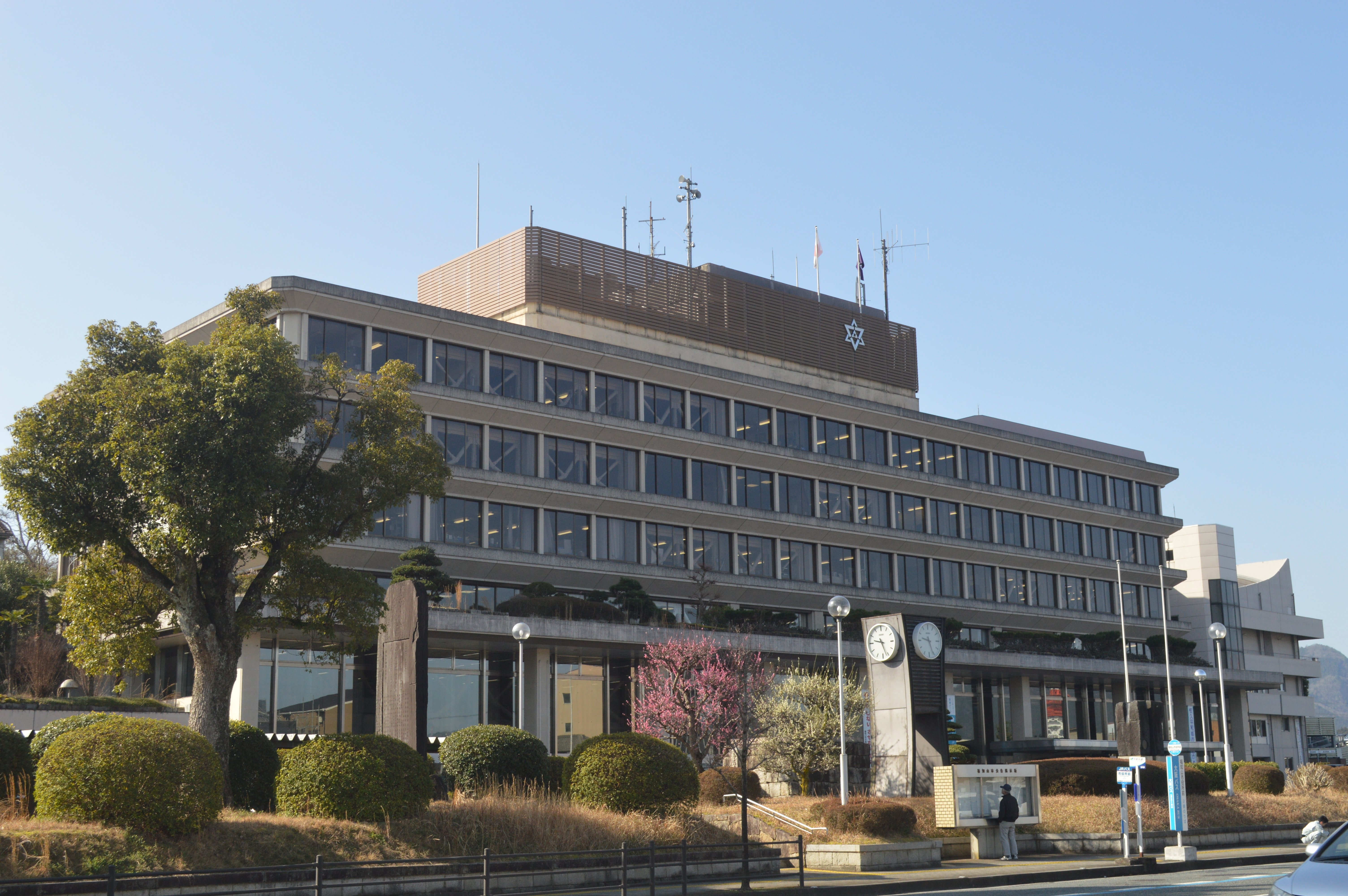
Rathaus von Fukuchiyama

## Angrenzende Städte und Gemeinden
- Präfektur Kyōto
  - Miyazu
  - Maizuru
  - Ayabe
  - Kyōtamba
  - Yosano
- Präfektur Hyōgo
  - Tanba
  - Toyooka
  - Asago
  - Sasayama